# Tympanocryptis pinguicolla
Tympanocryptis pinguicolla är en ödleart som beskrevs av  Mitchell 1948. Tympanocryptis pinguicolla ingår i släktet Tympanocryptis och familjen agamer. IUCN kategoriserar arten globalt som sårbar. Inga underarter finns listade i Catalogue of Life.